# Edaphosauridae
De Edaphosauridae zijn een familie van uitgestorven Tetrapoda, meer bepaald Synapsida uit de Eupelycosauria, waarvan fossielen in Europa en Noord-Amerika gevonden zijn. De meeste van de bekende vertegenwoordigers van de groep waren vrij groot, tot drie meter. De Edaphosauridae verschenen in het bovenste Carboon en verdwenen weer op het eind van het Vroeg-Perm.

## Definitie
Een familie Edaphosauridae werd in 1882 benoemd door Edward Drinker Cope om Edaphosaurus een plaats te geven. Cope had al een wervelkolom van een edaphosauride gevonden maar wegens het rugzeil daarop, benoemde hij dat als een soort van Dimetrodon. De benoeming van 1882 was alleen gebaseerd op een schedel en werd niet met de wervelkolom in verband gebracht.
Een klade, monofyletische afstammingsgroep, Edaphosauridae werd in 2012 gedefinieerd door Roger Benson als de groep bestaande uit Edaphosaurus cruciger en alle taxa nauwer verwant aan Edaphosaurus dan aan Ophiacodon mirus, Varanops brevirostris, Eothyris parkeyi, Casea broilii of Sphenacodon ferox.

## Evolutie
De Edaphosauridae zijn de oudst bekende herbivore reptielen en, samen met de Diadectidae, de oudst bekende herbivore Tetrapoda. Het moet echter bedacht worden dat gelijktijdig een verborgen afstammingslijn van herbivore Caseidae moet hebben bestaan. Ze zijn ook de oudste bekende dieren met een rugzeil. De Edaphosauridae maakten maar een klein deel uit van de fauna. Hun fossielen zijn zeldzaam. Het half dozijn soorten dat traditioneel in Edaphosaurus geplaatst wordt, kwam alleen voor op de grens van Carboon en Perm en iets later. Andere mogelijke edaphosauriden zijn Glaucosaurus, Ianthasaurus, Gordodon en Naosaurus raymondi. Die zijn slechts van schaarse resten bekend. Misschien dat Ianthasaurus een basale vorm is die de vroege evolutie van de groep laat zien. De Edaphosauridae begonnen dan als vrij kleine dieren die insecteneters waren. Ze hadden stevige tanden om de pantsers van geleedpotigen te kraken. Dat vermogen werd later ingezet om ook planten te eten. Van de latere evolutie van de groep is weinig duidelijk. Op het eind van het vroege Perm stierven de Edaphosauridae in ieder geval helemaal uit.

## Beschrijving
Bekende edaphosauriden zijn alle vrij forse dieren met uitzondering van Ianthasaurus.
Edaphosauridae hadden een relatief kleine kop en een rugzeil dat overlangs de rug liep. Het rugzeil kwam ook voor bij de verwante (jongere) groep der Sphenacodontidae en heeft wellicht gediend voor de thermoregulatie. Ze tonen duidelijke aanpassingen aan het eten van taaie planten.
De ontdekking van nieuwe leden van de groep heeft het er niet eenvoudiger op gemaakt synapomorfieën, gedeelde nieuwe kenmerken, vast te stellen. Een mogelijke synapomorfie is het bezit van sterk verlengde doornuitsteeksels met zijuitsteeksels. Lupeosaurus mist overigens die zijuitsteeksels; als dat de basale toestand is, is het kenmerk geen synapomorfie van de hele klade.
Alle bekende edaphosauriden hebben een rugzeil. De zijuitsteeksels, die bij Ianthasaurus alleen op de voorste ruggenwervels voorkomen, zijn een van de eigenaardigste kenmerken en ontbreken bij de sphenacodontiden. Een ander verschil met die laatste groep is dat de voorste doornuitsteeksels naar voren hellen of buigen en de achterste naar achteren, soms zeer sterk. Daarbij groeien bij edaphosauriden de uitsteeksels minder hard dan de rest van het lichaam, terwijl ze bij sphenacodontiden juist extra in grootte toenemen. Een laatste verschil is de ronde in plaats van afgeplatte of geknepen dwarsdoorsnede, hoewel bij Edaphosaurus de uiteinden ook wat afgeplat zijn.

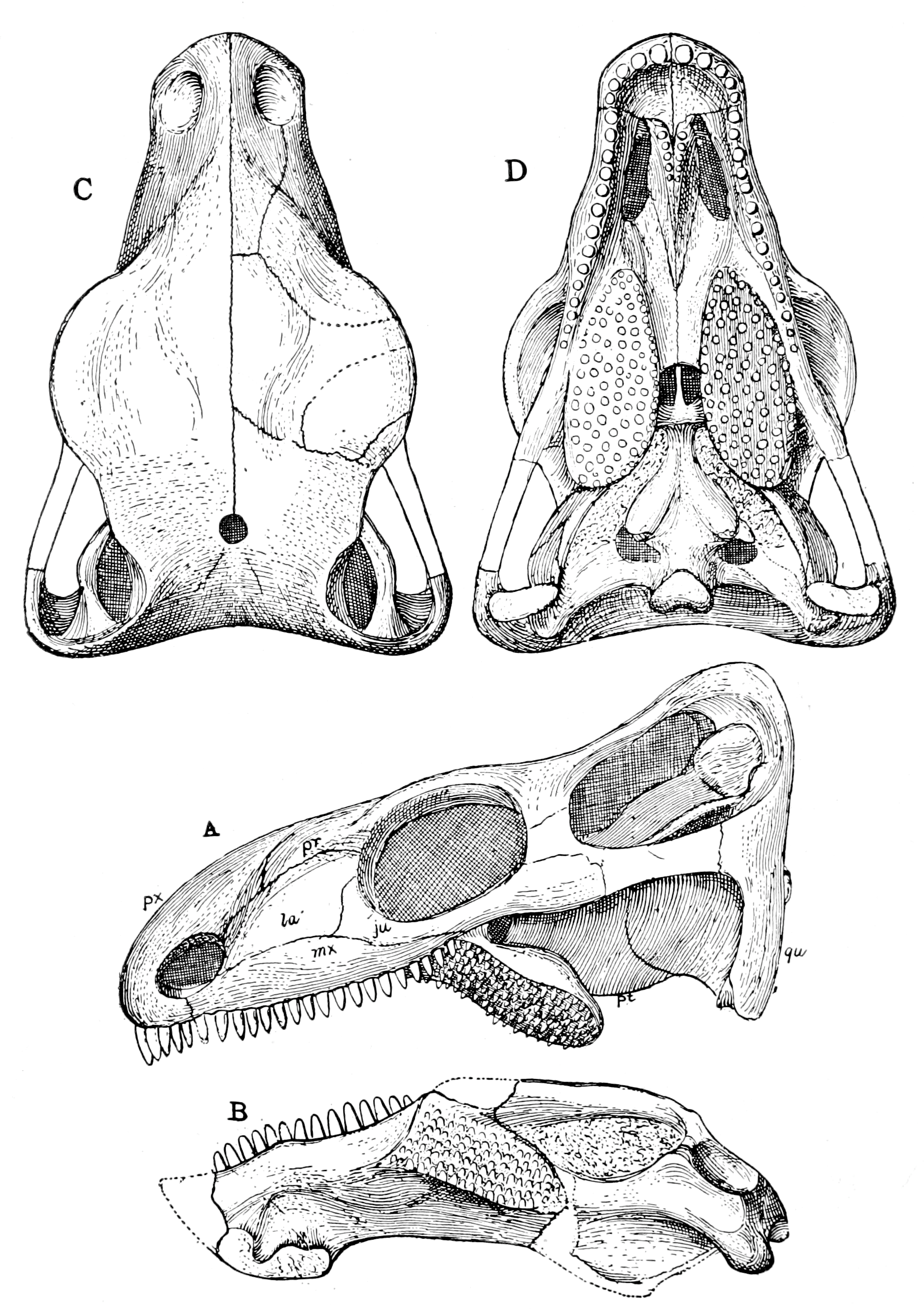
De schedel van "Naosaurus" met achterin de maalplaten

De kop is klein. De tanden zijn tamelijk gelijkvormig. Vergrote slagtanden ontbreken dus, behalve bij kleine exemplaren van Ianthasaurus. De tanden zijn min of meer kegelvormig, hoewel het middenstuk breder is dan de basis. De tanden hebben een voorste en achterste snijrand. Die randen staan schuin ten opzichte van de lengterichting van de tandenrij. De snijranden zijn licht gekarteld met schuine groefjes. De voorste tanden staan verticaal. Bij de achterste tanden is er een verschil tussen de maxillaire tanden, die van de bovenkaak, en de dentaire tanden van de onderkaak. De bovenste tanden zijn naar binnen gericht en de onderste tanden, die daarin passen, naar buiten. Zo kunnen de tandrijen langs elkaar schuren. Naast deze tanden van de kaakranden zijn er ook nog interne tanden in de muil. Dit systeem is vooral sterk ontwikkeld bij Edaphosaurus. Bij deze soorten zijn de normale tanden in het verhemelte, op het pterygoïde, verhemeltebeen, en ectopterygoïde, veranderd in brede maalplaten. Die schuren langs overeenkomende platen op het coronoïde uitsteeksel en prearticulare van de onderkaak.

## Fylogenie
Cope plaatste de Edaphosauridae in de Rhynchocephalia, iets wat tegenwoordig als geheel verouderd wordt beschouwd. Pas in 1907 begreep Case dat de groep een heel andere was dan de Sphenacodontidae. Alfred Sherwood Romer beperkte de Edaphosauridae in 1940 tot Edaphosaurus alleen maar benoemde ook een Edaphosauria waarin mede de Caseasauria werden geplaatst, wegens hun overeenkomende herbivore levenswijze. In 1986 beperkte Robert Rafael Reisz de groep weer tot Edaphosaurus maar nu als zustergroep van de Sphenacodontidae. In latere jaren werden er echte verwanten van Edaphosaurus gevonden. Tegenwoordig worden ze meestal gevonden als zustergroep van de Sphenacodontia.
Een mogelijke interne fylogenie van de Edaphosauridae wordt getoond door het volgende cladogram.
|  | Edaphosaurus boanerges                                                          |
|  |                                                                                 |
|  | \| \| Edaphosaurus cruciger \| \| \| \| \| \| Edaphosaurus pogonias \| \| \| \| |
|  |                                                                                 |
|  | Edaphosaurus cruciger                                                           |
|  |                                                                                 |
|  | Edaphosaurus pogonias                                                           |
|  |                                                                                 |

|  | Edaphosaurus cruciger |
|  |                       |
|  | Edaphosaurus pogonias |
|  |                       |

|  | Edaphosaurus boanerges                                                          |
|  |                                                                                 |
|  | \| \| Edaphosaurus cruciger \| \| \| \| \| \| Edaphosaurus pogonias \| \| \| \| |
|  |                                                                                 |
|  | Edaphosaurus cruciger                                                           |
|  |                                                                                 |
|  | Edaphosaurus pogonias                                                           |
|  |                                                                                 |

|  | Edaphosaurus cruciger |
|  |                       |
|  | Edaphosaurus pogonias |
|  |                       |

|  | Edaphosaurus boanerges                                                          |
|  |                                                                                 |
|  | \| \| Edaphosaurus cruciger \| \| \| \| \| \| Edaphosaurus pogonias \| \| \| \| |
|  |                                                                                 |
|  | Edaphosaurus cruciger                                                           |
|  |                                                                                 |
|  | Edaphosaurus pogonias                                                           |
|  |                                                                                 |

|  | Edaphosaurus cruciger |
|  |                       |
|  | Edaphosaurus pogonias |
|  |                       |

|  | Edaphosaurus boanerges                                                          |
|  |                                                                                 |
|  | \| \| Edaphosaurus cruciger \| \| \| \| \| \| Edaphosaurus pogonias \| \| \| \| |
|  |                                                                                 |
|  | Edaphosaurus cruciger                                                           |
|  |                                                                                 |
|  | Edaphosaurus pogonias                                                           |
|  |                                                                                 |

|  | Edaphosaurus cruciger |
|  |                       |
|  | Edaphosaurus pogonias |
|  |                       |

|  | Edaphosaurus boanerges                                                          |
|  |                                                                                 |
|  | \| \| Edaphosaurus cruciger \| \| \| \| \| \| Edaphosaurus pogonias \| \| \| \| |
|  |                                                                                 |
|  | Edaphosaurus cruciger                                                           |
|  |                                                                                 |
|  | Edaphosaurus pogonias                                                           |
|  |                                                                                 |

|  | Edaphosaurus cruciger |
|  |                       |
|  | Edaphosaurus pogonias |
|  |                       |

|  | Edaphosaurus boanerges                                                          |
|  |                                                                                 |
|  | \| \| Edaphosaurus cruciger \| \| \| \| \| \| Edaphosaurus pogonias \| \| \| \| |
|  |                                                                                 |
|  | Edaphosaurus cruciger                                                           |
|  |                                                                                 |
|  | Edaphosaurus pogonias                                                           |
|  |                                                                                 |

|  | Edaphosaurus cruciger |
|  |                       |
|  | Edaphosaurus pogonias |
|  |                       |

|  | Edaphosaurus boanerges                                                          |
|  |                                                                                 |
|  | \| \| Edaphosaurus cruciger \| \| \| \| \| \| Edaphosaurus pogonias \| \| \| \| |
|  |                                                                                 |
|  | Edaphosaurus cruciger                                                           |
|  |                                                                                 |
|  | Edaphosaurus pogonias                                                           |
|  |                                                                                 |

|  | Edaphosaurus cruciger |
|  |                       |
|  | Edaphosaurus pogonias |
|  |                       |

|  | Edaphosaurus boanerges                                                          |
|  |                                                                                 |
|  | \| \| Edaphosaurus cruciger \| \| \| \| \| \| Edaphosaurus pogonias \| \| \| \| |
|  |                                                                                 |
|  | Edaphosaurus cruciger                                                           |
|  |                                                                                 |
|  | Edaphosaurus pogonias                                                           |
|  |                                                                                 |

|  | Edaphosaurus cruciger |
|  |                       |
|  | Edaphosaurus pogonias |
|  |                       |

|  | Edaphosaurus boanerges                                                          |
|  |                                                                                 |
|  | \| \| Edaphosaurus cruciger \| \| \| \| \| \| Edaphosaurus pogonias \| \| \| \| |
|  |                                                                                 |
|  | Edaphosaurus cruciger                                                           |
|  |                                                                                 |
|  | Edaphosaurus pogonias                                                           |
|  |                                                                                 |

|  | Edaphosaurus cruciger |
|  |                       |
|  | Edaphosaurus pogonias |
|  |                       |

|  | Edaphosaurus boanerges                                                          |
|  |                                                                                 |
|  | \| \| Edaphosaurus cruciger \| \| \| \| \| \| Edaphosaurus pogonias \| \| \| \| |
|  |                                                                                 |
|  | Edaphosaurus cruciger                                                           |
|  |                                                                                 |
|  | Edaphosaurus pogonias                                                           |
|  |                                                                                 |

|  | Edaphosaurus cruciger |
|  |                       |
|  | Edaphosaurus pogonias |
|  |                       |

|  | Edaphosaurus boanerges                                                          |
|  |                                                                                 |
|  | \| \| Edaphosaurus cruciger \| \| \| \| \| \| Edaphosaurus pogonias \| \| \| \| |
|  |                                                                                 |
|  | Edaphosaurus cruciger                                                           |
|  |                                                                                 |
|  | Edaphosaurus pogonias                                                           |
|  |                                                                                 |

|  | Edaphosaurus cruciger |
|  |                       |
|  | Edaphosaurus pogonias |
|  |                       |

|  | Edaphosaurus boanerges                                                          |
|  |                                                                                 |
|  | \| \| Edaphosaurus cruciger \| \| \| \| \| \| Edaphosaurus pogonias \| \| \| \| |
|  |                                                                                 |
|  | Edaphosaurus cruciger                                                           |
|  |                                                                                 |
|  | Edaphosaurus pogonias                                                           |
|  |                                                                                 |

|  | Edaphosaurus cruciger |
|  |                       |
|  | Edaphosaurus pogonias |
|  |                       |

|  | Edaphosaurus boanerges                                                          |
|  |                                                                                 |
|  | \| \| Edaphosaurus cruciger \| \| \| \| \| \| Edaphosaurus pogonias \| \| \| \| |
|  |                                                                                 |
|  | Edaphosaurus cruciger                                                           |
|  |                                                                                 |
|  | Edaphosaurus pogonias                                                           |
|  |                                                                                 |

|  | Edaphosaurus cruciger |
|  |                       |
|  | Edaphosaurus pogonias |
|  |                       |

|  | Edaphosaurus boanerges                                                          |
|  |                                                                                 |
|  | \| \| Edaphosaurus cruciger \| \| \| \| \| \| Edaphosaurus pogonias \| \| \| \| |
|  |                                                                                 |
|  | Edaphosaurus cruciger                                                           |
|  |                                                                                 |
|  | Edaphosaurus pogonias                                                           |
|  |                                                                                 |

|  | Edaphosaurus cruciger |
|  |                       |
|  | Edaphosaurus pogonias |
|  |                       |

|  | Edaphosaurus boanerges                                                          |
|  |                                                                                 |
|  | \| \| Edaphosaurus cruciger \| \| \| \| \| \| Edaphosaurus pogonias \| \| \| \| |
|  |                                                                                 |
|  | Edaphosaurus cruciger                                                           |
|  |                                                                                 |
|  | Edaphosaurus pogonias                                                           |
|  |                                                                                 |

|  | Edaphosaurus cruciger |
|  |                       |
|  | Edaphosaurus pogonias |
|  |                       |

|  | Edaphosaurus boanerges                                                          |
|  |                                                                                 |
|  | \| \| Edaphosaurus cruciger \| \| \| \| \| \| Edaphosaurus pogonias \| \| \| \| |
|  |                                                                                 |
|  | Edaphosaurus cruciger                                                           |
|  |                                                                                 |
|  | Edaphosaurus pogonias                                                           |
|  |                                                                                 |

|  | Edaphosaurus cruciger |
|  |                       |
|  | Edaphosaurus pogonias |
|  |                       |

## Levenswijze
In eerste instantie werden de Edaphosauridae gezien als insecteneters. Romer zag ze in 1940 als planteneters. Daarop wijzen de smalle schedel, de verkorte snuit, de vergrote slaapvensters voor de kauwspieren, het verlaagde kaakgewricht voor een verbeterde hefboomwerking, het kaakgewricht dat een kauwbeweging in de lengterichting toestond, de aangepaste plaatsing van de sluitspieren daartoe, en de grote romp om het plantenmateriaal te verteren.
Het gebit van Edaphosaurus is gezien als een complex verwerkingsapparaat om planten te eten. De plantendelen werden afgebeten door de voorste tanden en daarna fijngemalen door de maalplaten achter in de muil. Daarbij zou de onderkaak een 'palinale' beweging van voren naar achteren hebben uitgevoerd. Eerdere amnioten waren slechts in staat tot een beweging op en neer van de kaken.

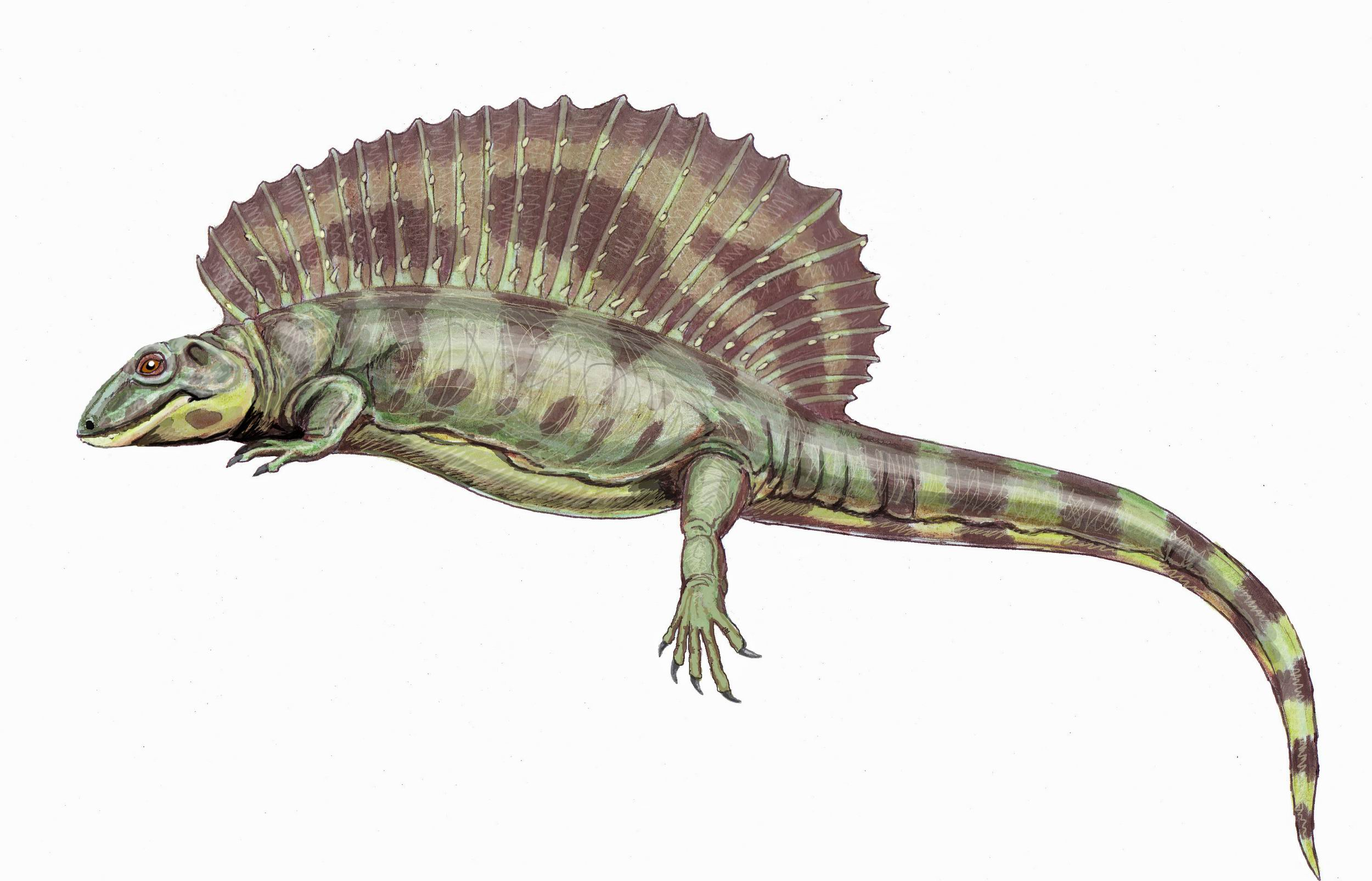
Ianthasaurus

Kleine exemplaren van Ianthasaurus hebben nog een gebit om insecten te eten. Bij volwassen dieren lijkt dat over te gaan in een gebit om planten te vermalen. Dat zou ecologisch heel verklaarbaar zijn. Er was in het Laat-Carboon weinig energierijk plantenvoedsel. De korte darmkanalen van jonge dieren zouden weinig energie uit plantenresten hebben kunnen winnen. Daarentegen waren geleedpotigen een rijke voedselbron. In het late Carboon werden die namelijk een stuk groter dan tegenwoordig. De miljoenpoot Arthropleura bereikte een lengte van tweehonderddertig centimeter. Een stevig gebit was nodig om het chitinepantser daarvan te kraken. Naarmate de dieren ouder en groter werden, konden ze overschakelen naar een vegetarisch dieet. Als de Edaphosauridae nog grotendeels koudbloedig waren, konden ze met weinig voedsel toe en zou hun populatiedichtheid nog heel behoorlijk kunnen zijn geweest. Dat ze minder gevonden worden dan roofdieren is daar dan weer strijdig mee. Ten dele kan dat echter worden verklaard uit het feit dat ook die koudbloedig waren en de prooidier-jagerverhouding dus een stuk hoger moet hebben gelegen dan bij huidige levensgemeenschappen waarin een roofdier veel prooien nodig heeft om zijn lichaam te voeden.
De functie van het rugzeil heeft altijd veel aandacht gekregen. Cope suggereerde dat het als een echt zeil functioneerde bij het zwemmen aan het wateroppervlak. Romer meende dat het zou hebben kunnen gediend om vet op te slaan. Andere geopperde verklaringen zijn verdediging, soortherkenning en pronk. Armand de Ricqlès werkte in 1974 de hypothese van de thermoregulatie in detail uit. Aannemend dat de meeste dieren indertijd koudbloedig waren, zou het een groot voordeel hebben geboden om de lichaamstemperatuur te verhogen door een zeil door de laagstaande zon te laten verwarmen. Planteneters als de Edaphosauridae zouden dan eerder in de ochtend actief hebben kunnen worden en zo roofdieren ontlopen. De vleesetende Sphenacodontia hadden ook een zeil en zo zou er een opwarmingswedloop geëvolueerd zijn. Om op te warmen was een goede bloedcirculatie nodig zodat de lichaamswarmte naar de romp kon worden afgevoerd. De Ricqlès wees in dit verband op een grote verticale hoofdslagader in het doornuitsteeksel. In het bot zelf waren vele secundaire verticale slagaderen. Aangezien de botwand op zich slecht dooraderd was, zou het bloed primair naar de bedekkende weke delen zijn doorgevoerd. Daar zouden dan de zijuitsteeksels voor dienen. Aders in groeven aan de voorzijden en achterzijden van de doornuitsteeksels zouden het opgewarmde bloed weer naar beenden hebben gebracht. In 1996 werd deze hypothese bevestigd door Stephen Christopher Bennett die via een model aantoonde dat de zijuitsteeksels een circulatie van warme lucht opwekten.
In 2011 werd de hypothese echter bestreden door Adam Huttenlocker. Hij wees erop dat Ianthasaurus helemaal geen gevasculeerde zijuitsteeksels had. Bij Edaphosaurus was de dooradering wat beter maar dat kan ook in verband hebben gestaan met een snellere groei. Het centrale verticale kanaal zou voornamelijk voor de sterkte van het doornuitsteeksel hebben gediend en de zijuitsteeksels waren dan slechts versieringen.